# Justicia stipitata
Justicia stipitata là một loài thực vật có hoa trong họ Ô rô. Loài này được Wassh. & Arroyo mô tả khoa học đầu tiên năm 1976.